# Volo Sol Líneas Aéreas 5428
Il volo Sol Líneas Aéreas 5428 era un collegamento passeggeri interno schiantatosi vicino a Los Menucos, in Argentina, il 18 maggio 2011, uccidendo tutte le 22 persone a bordo. L'aereo coinvolto, un Saab 340, operava il servizio regionale della Sol Líneas Aéreas da Neuquén a Comodoro Rivadavia.
La seguente indagine concluse che una grave formazione di ghiaccio sulle ali aveva portato a una perdita di controllo dalla quale l'equipaggio non fu in grado di riprendersi. È il peggior incidente aereo che coinvolge un Saab 340.

## L'aereo
Il velivolo coinvolto nell'incidente era un Saab 340A bimotore di 26 anni. Era stato consegnato a Comair nel 1985 e registrato come N344CA. Nel 1997 divenne N112PX sotto Northwest Express. Mantenne lo stesso numero di registro quando passò al vettore portoricano Fina Air nel 2003, e successivamente quando venne acquistato da RegionsAir nel 2006. L'aereo venne posto in un hangar da quest'ultima compagnia aerea nel 2007 prima di essere acquistato da Sol Líneas Aéreas nel luglio 2010.

## Passeggeri ed equipaggio
Uno dei passeggeri era un bambino, mentre gli altri erano adulti. Nove passeggeri salirono a bordo dell'aereo a Mendoza, nove a Neuquén e uno a Córdoba. Uno dei passeggeri utilizzò il passaporto per l'identificazione al banco del check-in, mentre il resto si servì di documenti di identità argentini Documento Nacional de Identidad (DNI). Tutti i passeggeri avevano Comodoro Rivadavia come destinazione finale, tranne uno di loro, che volava da Córdoba a Mendoza.
L'equipaggio di cabina era composto dal comandante Juan Raffo (45), con un'esperienza di 6 902 ore di volo (2 181 sul Saab 340), il primo ufficiale Adriano Bolatti (37), con 1 340 ore di volo (285 sul Saab 340), e un assistente di volo.

## L'incidente
Il volo 5428 decollò dall'aeroporto Internazionale di Rosario alle 17:35 ora locale (20:35 UTC) del 18 maggio diretto all'Aeroporto Internazionale General Enrique Mosconi di Comodoro Rivadavia. Il volo doveva compiere uno scalo a Córdoba, Mendoza e Neuquén. Dopo aver completato senza problemi i primi tre segmenti, il Saab decollò dall'aeroporto Internazionale Presidente Perón di Neuquén alle 20:05 per la sua tappa finale.
Intorno alle 20:29, mentre saliva verso la quota di volo assegnata 190 (19 000 piedi (5 800 m)), l'aereo incontrò condizioni di formazione di ghiaccio e si stabilizzò a 17 800 piedi (5 400 m), continuando a questa altitudine per circa 9 minuti. Con il persistere delle condizioni di ghiaccio, l'equipaggio iniziò una discesa verso il livello di volo 140 (14 000 piedi (4 300 m)), ma durante i successivi 7 minuti le condizioni di ghiaccio peggiorarono sensibilmente. I piloti persero il controllo dell'aereo poco dopo e il Saab 340 colpì il suolo in una remota regione della provincia di Río Negro, tra i villaggi di Los Menucos e Prahuaniyeu.
L'aereo stava volando di notte, in condizioni meteorologiche strumentali e in un'area priva di copertura radio VHF. Il Mayday del Saab venne ricevuto dall'equipaggio di un business jet che volava nell'area poco prima che il volo 5428 sparisse. La popolazione locale, a circa 2 chilometri dal luogo dell'incidente, vide un aereo volare estremamente basso. Pochi istanti dopo sentirono delle esplosioni e notarono del fumo nero proveniente dal terreno. I vigili del fuoco arrivarono sulla scena tre ore dopo, senza trovare sopravvissuti.

## Le indagini
I registratori di volo dell'aereo vennero recuperati due giorni dopo l'incidente. La Junta de Investigaciones de Accidentes de Aviación Civil (JIAAC) argentina aprì un'indagine sul disastro. Nel settembre 2011 venne emesso un rapporto preliminare in cui si affermava che la causa dell'incidente era uno stallo aerodinamico dovuto ad un serio congelamento della parte inferiore e delle ali del velivolo e la conseguente perdita di controllo.
Il JIAAC pubblicò il suo rapporto finale nel marzo 2015, confermando i risultati del rapporto preliminare. Non è stata trovata alcuna prova di difetti tecnici nell'aereo. È stato stabilito che le condizioni di ghiaccio incontrate erano così gravi che i sistemi di sghiacciamento dell'aereo erano risultati inutili. Tuttavia è stato anche notato che la potenza del motore e la gestione della velocità da parte dell'equipaggio di volo erano inadeguate; in particolare, i motori non erano mai stati impostati a piena potenza e la velocità relativa era stata lasciata calare fino allo stallo dell'aereo. È stato anche stabilito che i bollettini meteorologici ricevuti dall'equipaggio segnalavano una formazione di ghiaccio minore, e quindi non erano preparati per le condizioni effettivamente incontrate quel giorno.
Il JIAAC ha descritto la tecnica di recupero dello stallo dell'equipaggio come inappropriata per le condizioni di volo date ed ha emesso diverse raccomandazioni di sicurezza alle autorità e alle organizzazioni aeronautiche, chiedendo un addestramento più avanzato del pilota nel recupero dal ribaltamento dell'aeromobile, nel riconoscimento incipiente dello stallo e nel recupero dallo stesso.

## Nella cultura di massa
Il volo 5428 di Sol Líneas Aéreas è stato analizzato nel sesto episodio, dal nome "Discesa ghiacciata", della ventesima stagione del programma canadese Indagini ad alta quota.